# SOPHIE
Pour les articles homonymes, voir Sophie.
SOPHIE (acronyme signifiant « Spectrographe pour l’Observation des PHénomènes des Intérieurs stellaires et des Exoplanètes ») est un spectrographe échelle à haute résolution installé au foyer du télescope de type Cassegrain de 1,93 m de l'Observatoire de Haute-Provence, dans le sud-est de la France. Cet instrument est consacré l'astérosismologie et à la détection d'exoplanètes par la méthode des vitesses radiales.
Il est mis en service en octobre 2006 et remplace l'ancien spectrographe ÉLODIE, sa précision était de 5 à 6 m/s. En 2013 il est amélioré pour atteindre une précision de 1 à 2 m/s. L'instrument est alors renommé SOPHIE+.
Les spectres obtenus avec l'instrument SOPHIE sont accessibles au public via une archive en ligne. En 2025, l'archive contenait 140 000 spectres. Les spectres sont réservés à l'usage des chercheurs en charge du programme pendant une période de un ou de cinq ans (suivant les programmes), ensuite il sont à la disposition de tous sans restriction. De nombreuses recherches sont publiées grâce à ces données d'archives.